# Europese kampioenschappen baanwielrennen 2022
De Europese kampioenschappen baanwielrennen 2022 waren de 13e editie van de Europese kampioenschappen baanwielrennen die georganiseerd werden door de UEC van 12 tot en met 16 augustus in München, Duitsland, deze keer in combinatie met o.a. de EK wegwielrennen, mountainbike en BMX, als onderdeel van de Europese Kampioenschappen 2022. Er stonden 22 onderdelen op het programma; 11 onderdelen bij zowel vrouwen als mannen.

## Schema
| Datum                | Onderdeel mannen                              | Onderdeel vrouwen                         |
| -------------------- | --------------------------------------------- | ----------------------------------------- |
| Vrijdag 12 augustus  | Ploegenachtervolging, puntenkoers, teamsprint | Ploegenachtervolging, teamsprint, scratch |
| Zaterdag 13 augustus | Scratch, achtervolging                        | Afvalkoers, achtervolging, 500m tijdrit   |
| Zondag 14 augustus   | Sprint, afvalkoers                            | Puntenkoers                               |
| Maandag 15 augustus  | 1km tijdrit, omnium                           | Sprint, omnium                            |
| Dinsdag 16 augustus  | Keirin, koppelkoers                           | Keirin, koppelkoers                       |

## Medaillewinnaars

### Mannen
| Onderdeel             | 1                                                                                        | 1                                                                                | 1                                                                                        |
| --------------------- | ---------------------------------------------------------------------------------------- | -------------------------------------------------------------------------------- | ---------------------------------------------------------------------------------------- |
| Sprint                | Sébastien Vigier                                                                         | Jack Carlin                                                                      | Rayan Helal                                                                              |
| Teamsprint            | Nederland Jeffrey Hoogland Harrie Lavreysen Roy van den Berg                             | Frankrijk Timmy Gillion Rayan Helal Sébastien Vigier Melvin Landerneau           | Verenigd Koninkrijk Jack Carlin Alistair Fielding Hamish Turnbull                        |
| Achtervolging         | Nicolas Heinrich                                                                         | Davide Plebani                                                                   | Manlio Moro                                                                              |
| Ploegenachtervolging  | Frankrijk Thomas Denis Quentin Lafargue Valentin Tabellion Benjamin Thomas Thomas Boudat | Denemarken Carl-Frederik Bévort Tobias Hansen Rasmus Pedersen Robin Juel Skivild | Verenigd Koninkrijk Rhys Britton Kian Emadi Charlie Tanfield Oliver Wood William Tidball |
| Keirin                | Sébastien Vigier                                                                         | Maximilian Dörnbach                                                              | Melvin Landerneau                                                                        |
| Omnium                | Donavan Grondin                                                                          | Simone Consonni                                                                  | Sebastián Mora                                                                           |
| Tijdrit (1 kilometer) | Melvin Landerneau                                                                        | Matteo Bianchi                                                                   | Maximilian Dörnbach                                                                      |
| Puntenkoers           | Benjamin Thomas                                                                          | Robbe Ghys                                                                       | Vincent Hoppezak                                                                         |
| Scratch               | Iúri Leitão                                                                              | Moritz Malcharek                                                                 | Bartosz Rudyk                                                                            |
| Afvalkoers            | Elia Viviani                                                                             | Theo Reinhardt                                                                   | Jules Hesters                                                                            |
| Koppelkoers           | Duitsland Roger Kluge Theo Reinhardt                                                     | Frankrijk Thomas Boudat Donavan Grondin                                          | België Robbe Ghys Fabio Van Den Bossche                                                  |

### Vrouwen
| Onderdeel            | 1                                                                 | 1                                                                                            | 1                                                                       |
| -------------------- | ----------------------------------------------------------------- | -------------------------------------------------------------------------------------------- | ----------------------------------------------------------------------- |
| Sprint               | Emma Hinze                                                        | Mathilde Gros                                                                                | Laurine van Riessen                                                     |
| Teamsprint           | Duitsland Lea Sophie Friedrich Pauline Grabosch Emma Hinze        | Nederland Shanne Braspennincx Kyra Lamberink Hetty van de Wouw Steffie van der Peet          | Polen Marlena Karwacka Urszula Łoś Nikola Sibiak                        |
| Achtervolging        | Mieke Kröger                                                      | Lisa Brennauer                                                                               | Vittoria Guazzini                                                       |
| Ploegenachtervolging | Duitsland Lisa Brennauer Franziska Brauße Mieke Kröger Lisa Klein | Italië Rachele Barbieri Vittoria Guazzini Letizia Paternoster Silvia Zanardi Martina Fidanza | Frankrijk Victoire Berteau Valentine Fortin Clara Copponi Marion Borras |
| Keirin               | Lea Sophie Friedrich                                              | Urszula Łoś                                                                                  | Olena Starikova                                                         |
| Omnium               | Rachele Barbieri                                                  | Clara Copponi                                                                                | Daria Pikulik                                                           |
| Tijdrit (500 m)      | Emma Hinze                                                        | Olena Starikova                                                                              | Miriam Vece                                                             |
| Puntenkoers          | Lotte Kopecky                                                     | Silvia Zanardi                                                                               | Victoire Berteau                                                        |
| Scratch              | Anita Stenberg                                                    | Jessica Roberts                                                                              | Nikola Wielowska                                                        |
| Afvalkoers           | Lotte Kopecky                                                     | Pfeiffer Georgi                                                                              | Mylène de Zoete                                                         |
| Koppelkoers          | Italië Rachele Barbieri Silvia Zanardi                            | Frankrijk Clara Copponi Marion Borras                                                        | Denemarken Amalie Dideriksen Julie Leth                                 |

## Medaillespiegel
| Plaats | Land                | Goud | Zilver | Brons | Totaal |
| 1      | Duitsland           | 8    | 4      | 1     | 13     |
| 2      | Frankrijk           | 6    | 5      | 4     | 15     |
| 3      | Italië              | 3    | 5      | 3     | 11     |
| 4      | België              | 2    | 1      | 2     | 5      |
| 5      | Nederland           | 1    | 1      | 3     | 5      |
| 6      | Noorwegen           | 1    | 0      | 0     | 1      |
| 6      | Portugal            | 1    | 0      | 0     | 1      |
| 8      | Verenigd Koninkrijk | 0    | 3      | 2     | 5      |
| 9      | Polen               | 0    | 1      | 4     | 5      |
| 10     | Denemarken          | 0    | 1      | 1     | 2      |
| 10     | Oekraïne            | 0    | 1      | 1     | 2      |
| 12     | Spanje              | 0    | 0      | 1     | 1      |
| Totaal | Totaal              | 22   | 22     | 22    | 66     |